# Estación de Pozuelo Oeste
Pozuelo Oeste es una estación de la línea ML-2 de Metro Ligero Oeste situada junto a la carretera de Carabanchel a Pozuelo, en Pozuelo de Alarcón. Abrió al público el 27 de julio de 2007.
Su tarifa corresponde a la zona B1 según el Consorcio Regional de Transportes.

## Accesos

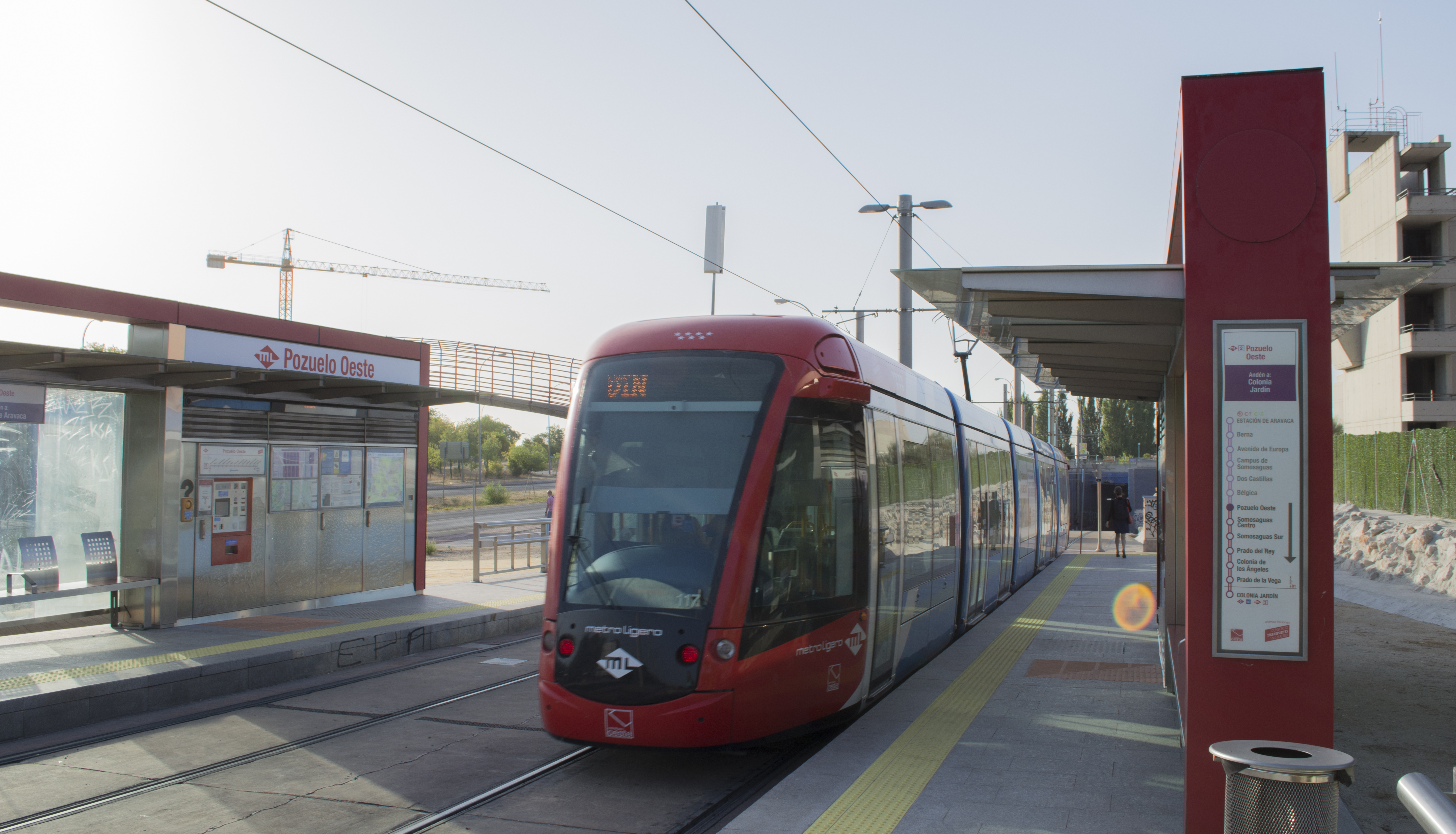
Andenes de la estación al paso de un convoy en dirección Colonia Jardín.

- Pozuelo Oeste Ctra. de Carabanchel a Aravaca (M-502), km. 4,5 (sentido decreciente). Cerca del Parque de Bomberos de la Comunidad de Madrid

## Líneas y conexiones

### Metro Ligero
| << cabecera    | < estación        | línea | estación > | cabecera >> |
| -------------- | ----------------- | ----- | ---------- | ----------- |
| Colonia Jardín | Somosaguas Centro |       | Bélgica    | Aravaca     |

### Autobuses
| Diurnos |                                                      | |                           |
| Línea   | Destino                                              | Parada | Operador                  |
| 2       | Circular de Pozuelo de Alarcón (sentido horario)     | 08717 Ctra. M502-Est. Pozuelo Oeste Carretera de Carabanchel a Aravaca (M-502), km. 4,4 (sentido decreciente) | Avanza Movilidad Integral |
| 3       | Circular de Pozuelo de Alarcón (sentido antihorario) | 08716 Ctra. M502-Est. Pozuelo Oeste Carretera de Carabanchel a Aravaca (M-502), km. 4,5 (sentido creciente)   | Avanza Movilidad Integral |

| Diurnos   |                                                                               | |                           |
| Línea     | Destino                                                                       | Parada | Operador                  |
| 560       | Pozuelo de Alarcón                                                            | 08716 Ctra. M502-Est. Pozuelo Oeste Carretera de Carabanchel a Aravaca (M-502), km. 4,5 (sentido creciente)   | Avanza Movilidad Integral |
| 561       | Pozuelo de Alarcón - Majadahonda - Las Rozas de Madrid                        | 08716 Ctra. M502-Est. Pozuelo Oeste Carretera de Carabanchel a Aravaca (M-502), km. 4,5 (sentido creciente)   | Avanza Movilidad Integral |
| 561B      | Pozuelo de Alarcón - Majadahonda - Las Rozas de Madrid (por Avda. Guadarrama) | 08716 Ctra. M502-Est. Pozuelo Oeste Carretera de Carabanchel a Aravaca (M-502), km. 4,5 (sentido creciente)   | Avanza Movilidad Integral |
| 562       | Pozuelo de Alarcón                                                            | 08716 Ctra. M502-Est. Pozuelo Oeste Carretera de Carabanchel a Aravaca (M-502), km. 4,5 (sentido creciente)   | Avanza Movilidad Integral |
| 658       | Madrid (Moncloa)                                                              | 08716 Ctra. M502-Est. Pozuelo Oeste Carretera de Carabanchel a Aravaca (M-502), km. 4,5 (sentido creciente)   | Avanza Movilidad Integral |
| 560       | Alcorcón                                                                      | 08717 Ctra. M502-Est. Pozuelo Oeste Carretera de Carabanchel a Aravaca (M-502), km. 4,4 (sentido decreciente) | Avanza Movilidad Integral |
| 561       | Madrid (Aluche)                                                               | 08717 Ctra. M502-Est. Pozuelo Oeste Carretera de Carabanchel a Aravaca (M-502), km. 4,4 (sentido decreciente) | Avanza Movilidad Integral |
| 561B      | Madrid (Aluche)                                                               | 08717 Ctra. M502-Est. Pozuelo Oeste Carretera de Carabanchel a Aravaca (M-502), km. 4,4 (sentido decreciente) | Avanza Movilidad Integral |
| 562       | Madrid (Aluche)                                                               | 08717 Ctra. M502-Est. Pozuelo Oeste Carretera de Carabanchel a Aravaca (M-502), km. 4,4 (sentido decreciente) | Avanza Movilidad Integral |
| 658       | Pozuelo de Alarcón (Prado Somosaguas - Ciudad de la Imagen)                   | 08717 Ctra. M502-Est. Pozuelo Oeste Carretera de Carabanchel a Aravaca (M-502), km. 4,4 (sentido decreciente) | Avanza Movilidad Integral |
| Nocturnos |                                                                               | |                           |
| Línea     | Destino                                                                       | Parada | Operador                  |
| N902      | Pozuelo de Alarcón - Ciudad de la Imagen                                      | 08717 Ctra. M502-Est. Pozuelo Oeste Carretera de Carabanchel a Aravaca (M-502), km. 4,4 (sentido decreciente) | Avanza Movilidad Integral |
| N902      | Madrid (Moncloa)                                                              | 08716 Ctra. M502-Est. Pozuelo Oeste Carretera de Carabanchel a Aravaca (M-502), km. 4,5 (sentido creciente)   | Avanza Movilidad Integral |